# Satz von Gauß-Lucas

Nullstellen eines Polynoms (schwarz) und die Nullstellen seiner Ableitung (rot) in der komplexen Zahlenebene

Der mathematische Satz von Gauß-Lucas gibt eine Beziehung zwischen den Nullstellen eines Polynoms {\displaystyle P} und dessen Ableitung {\displaystyle P'} an. Die Menge der Nullstellen eines Polynoms ist eine Menge von Punkten in der komplexen Ebene. Der Satz zeigt, dass die Nullstellen der Ableitung {\displaystyle P'} in der konvexen Hülle der Nullstellen von {\displaystyle P} liegen. Der Satz von Gauß-Lucas ist nach Carl Friedrich Gauß und Félix Lucas benannt.

## Der Satz von Gauß-Lucas
Sei {\displaystyle P} eine nicht-konstante Polynomfunktion mit komplexen Koeffizienten und sei {\displaystyle P^{\prime }} die Ableitung von {\displaystyle P}. Dann liegen alle Nullstellen von {\displaystyle P^{\prime }} in der konvexen Hülle der Nullstellen von {\displaystyle P}.

## Geschichte
Der Satz wurde erstmals von Carl Friedrich Gauß 1836 niedergeschrieben, jedoch erst 1879 von Félix Lucas bewiesen.

## Stärkere Aussage
Die Nullstellen von {\displaystyle P'} liegen sogar in der konvexen Hülle der Punkte
{\displaystyle \omega _{jk}={\frac {z_{j}+(n-1)z_{k}}{n}}}
mit {\displaystyle j\,,k=1,\ldots ,n} und {\displaystyle j\neq k}, wobei {\displaystyle z_{1},\ldots ,z_{n}} die {\displaystyle n} Nullstellen von {\displaystyle P} sind.

## Verschärfung von Jensen
Wenn {\displaystyle P} eine nicht-konstante Polynomfunktion mit reellen Koeffizienten ist, dann liegen alle nicht-reellen Nullstellen der Ableitung {\displaystyle P^{\prime }} innerhalb der Jensen-Scheiben, die durch alle Paare von komplex konjugierten Nullstellen von {\displaystyle P} bestimmt sind. Diese Verschärfung des Satzes von Gauß-Lucas wurde 1913 von Johan Ludwig Jensen formuliert und 1920 von Joseph L. Walsh erstmals bewiesen.